# Plan Marquet

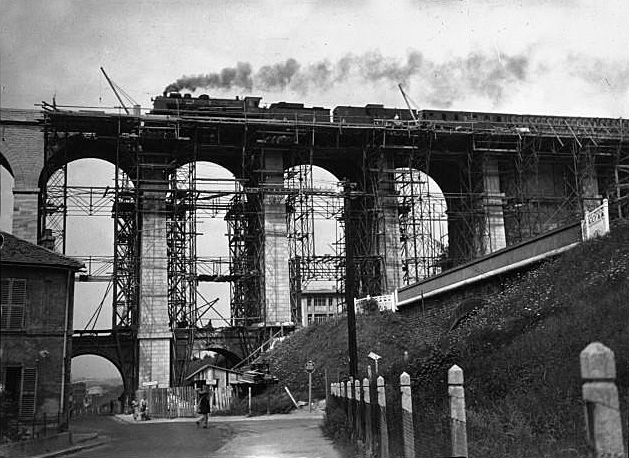
Importantes transformations du viaduc de Meudon dans le cadre du plan Marquet (1935).

Le plan Marquet est un plan présenté par  le ministre du travail du gouvernement Doumergue II Adrien Marquet, maire de Bordeaux, présenté le 15 mai 1934 en tant que plan de construction et de développement de l'industrie nationale. Le Plan prévoit un programme de grands travaux destinés à lutter contre le chômage. Il s'agit d'un vaste plan de relance des travaux publics et de l'industrie pour lequel un financement de 10,5 milliards de francs est prévu sur cinq ans. Il est approuvé par l'Assemblée nationale le 5 juillet 1934.
C'est avec ces subventions qu'Adrien Marquet obtient, alors qu'il n'est plus ministre, une subvention lui permettant de construire à Bordeaux, dont il est le maire, la bourse du travail, la piscine judaïque, le stade Lescure, le centre de tri postal Saint-Jean, les abattoirs ou l'immeuble de la Régie municipale du gaz et d'électricité.